# Thereva hispanica
Thereva hispanica är en tvåvingeart som beskrevs av Gabriel Strobl 1909. Thereva hispanica ingår i släktet Thereva och familjen stilettflugor. Inga underarter finns listade i Catalogue of Life.